# Селиваниха (Минусинский район)
Селиваниха — село в Минусинском районе Красноярского края, административный центр Селиванихинского сельсовета, западный пригород Минусинска.

## География
Селиваниха в центральной части Минусинской котловины, на западе Тагарского острова, образованного рекой Енисей и его Минусинской протокой, на высоте 255 метров над уровнем моря.
Климат резко континентальный, с ярко выраженными климатическими сезонами. Среднегодовая температура положительная и составляет + 1,4 °C, средняя температура июля +19,8 °C,января -18,8 °C. Многолетняя норма осадков - 372 мм осадков. Наибольшее количество осадков выпадает в июле (норма осадков - 69 мм), наименьшее в марте (6 мм).
Селиваниха, как и весь Красноярский край, находится в часовой зоне МСК+4. Смещение применяемого времени относительно UTC составляет +7:00.

## История
В 1878 году на острове Тагарском впервые был выделен надел земли бывшему обер-офицеру Енисейского казачьего конного полка Василию Васильевичу Селиванову в потомственное владение. Этот год считается годом основания села. Спустя некоторое время недалеко от заимки Селиванова минусинский купец Г. П. Сафьянов поставил свою заимку, на которой бывали Н. М. Мартьянов, Г.М. Кржижановский, Старков и другие политссыльные, проживавшие в Минусинске.
В 1921 году заимка была национализирована. В 1922 году организована сельхозартель «Киев», которой и была передана заимка Селиванова. Позднее заимка использовалась в качестве подсобного хозяйства детского дома, тюрьмы, речников Енисея. В 1940 году заимка вошла в состав вновь образованного Пригородного совхоза Енисейского управления речного пароходства.
В 1946 году Селиваниха становится Минусинским пригородным совхозом овощеводческого направления, с в 1960 году - Минусинский овощемолочный совхоз (с 1975 года - совхоз «Минусинский»). В 1958 году из Минусинска в Селиваниху была переведена ремонтно-эксплуатационная база (РЭБ) флота Енисейского речного пароходства. В короткие сроки здесь были построены ремонтные мастерские, площадки для судостроения, другие производственные сооружения. А на южной окраине села возник рабочий поселок речников. РЭБ флота в 1996 году была ликвидирована, с 2002 году на её базе возникло ООО «Минусинскзернопродукт», занимающееся производством муки и мучных смесей (комбикормов).
В 1960 году в Селиванихе обосновалась Минусинская гидрогеологическая партия Министерства геологии СССР. Возникла ещё одна производственная база и
посёлок гидрогеологов, обслуживавших территорию Хакасии и семи районов Красноярского края. С 1990-х гг. широкий размах получает строительство современных, со всеми удобствами жилых построек. Появилось много двухэтажных домов, современный Дом культуры, трёхэтажный корпус школы (открыт в 2001 году), административные здания, магазины, начали асфальтироваться улицы и дороги.

## Население
| 2010 |
| ---- |
| 2014 |

## Микрорайоны
- Серебряные сосны
- Цветущий сад
- Боровой